# Roland Kirstein
Roland Kirstein (* 10. August 1965 in Bremen; Geburtsname: Roland Schröder) ist ein deutscher Wirtschaftswissenschaftler. Er ist Professor für Betriebswirtschaftslehre an der Otto-von-Guericke-Universität Magdeburg.

## Leben
Roland Kirstein absolvierte nach dem Abitur in Bremen eine Ausbildung zum Industriekaufmann. Er studierte Rechtswissenschaften und Volkswirtschaftslehre an der Universität des Saarlandes mit Abschluss VWL-Diplom 1994. Seine Dissertation 1998 bei Dieter Schmidtchen in Saarbrücken behandelte das Thema „Imperfekte Gerichte und Vertragstreue. Eine ökonomische Theorie richterlicher Entscheidungen“. Diese Arbeit wurde 2000 mit dem „Eduard-Martin-Preis“ der Vereinigung der Freunde der Universität des Saarlandes ausgezeichnet.
Die kumulative Habilitation im Jahre 2004 umfasste Beiträge zur Bankenregulierung, Umweltökonomik und Konstitutionenökonomik sowie zu „strategischen Versicherungen“. Seit Oktober 2006 vertrat Roland Kirstein die BWL-Professur „Business Economics“ an der Otto-von-Guericke-Universität Magdeburg. Im August 2007 wurde er zum Professor für „Economics of Business and Law“ ernannt. Im Oktober 2012 wurde er zum Vorsitzenden der Gesellschaft für Recht und Ökonomik gewählt.
Im Jahr 2002 besuchte Roland Kirstein auf Einladung von Bob Cooter die University of California, Berkeley Law School und auf Einladung von Ted Bergstrom das Economics Department der University of California, Santa Barbara, um über asymmetrische Information in Verbrauchsgütermärkten zu forschen. In den Jahren 2003 und 2005 besuchte er als Visiting Professor die University of California, Santa Barbara und hielt Kurse über „Law and Economics“ (Ökonomische Analyse des Rechts).
Roland Kirstein ist verheiratet und hat zwei Söhne. Er ist Fan und Fördermitglied des SV Werder Bremen und des 1. FC Magdeburg. Im Jahr 2019 erwarb er die Trainer-C-Lizenz des Deutschen Fußball-Bunds und trainiert seitdem für den Verein BSV 79 e.V. in Magdeburg-Cracau Mannschaften der G- und F-Jugend.

## Forschungsschwerpunkte
- Law and Economics
- Spieltheorie, Verhandlungstheorie
- Kollektive Entscheidungen („Soziale Auswahl“) in Organisationen
- Urheberrecht
- Regulierung von Banken und Versicherungen, Islamisches Finanzwesen

## Berufungen und Auszeichnungen
- Von 2012 bis 2023 Vorsitzender der Gesellschaft für Recht und Ökonomik e. V./German Law and Economics Association (GLEA), 2006 bis 2012 stellvertretender Vorsitzender.[2]
- Seit 2001 Mitglied des Steuerungskomitees bzw. des Beirats der European Association of Law and Economics.
- Im August 2010 Ruf auf den VWL-Lehrstuhl für Institutionenökonomie an der Philipps-Universität Marburg, abgelehnt im Februar 2011.
- Ruf auf die Professur „Business Economics“ an der Otto-von-Guericke-Universität Magdeburg (April 2007).
- Mitglied des Ausschusses für Wirtschaftssysteme des Vereins für Socialpolitik.
- Mitglied des Herausgebergremiums der Zeitschriften „The Reviews of Law and Economics“ und „Banks and Bank Systems“[3]
- Eduard-Martin-Preis der Universität des Saarlandes für die Dissertation.
- Mitglied des Center for the Study of Law and Economics an der Universität des Saarlandes.
- Vertrauensdozent der Friedrich-Naumann-Stiftung für die Freiheit.

## Mitgliedschaften in wissenschaftlichen Vereinigungen
- American Economic Association (AEA), Royal Economic Society (RES), Verein für Socialpolitik (VfS).
- American Law and Economics Association (ALEA)[4], Canadian Law and Economic Association (CLEA)[5], Greek Association of Law and Economics (GALE)
- Beirat der European Association of Law and Economics (EALE).
- Vorsitzender der Gesellschaft für Recht und Ökonomik[6]
- Verband der Hochschullehrer für Betriebswirtschaft e. V. (VHB), Schmalenbach-Gesellschaft für Betriebswirtschaft, German Economic Association of Business Administration (GEABA).

## Publikationen (Auswahl)
- mit Dieter Schmidtchen: Judicial Detection Skill and Contractual Compliance. In: International Review of Law and Economics. 17, 4, 1997, S. 509–520.
- Risk-Neutrality and Strategic Insurance. In: The Geneva Papers on Risk and Insurance. Issues and Practice. 25, 2, 2000, S. 262–272.
- The New Basle Accord, Internal Ratings, and the Incentives of Banks. In: International Review of Law and Economics. 21, 4, 2002, S. 393–412.
- mit Justus Haucap: Government Incentives when Pollution Permits are Durable Goods. In: Public Choice. 115, 2003, S. 163–183.
- mit Neil Rickman: „Third Party Contingency Contracts“ in Settlement and Litigation. In: Journal of Institutional and Theoretical Economics. 160, 4, 2004, S. 555–575.
- mit Birgit Will: Effiziente Vergütung von Arbeitnehmererfindungen. Eine ökonomische Analyse einer deutschen Gesetzesreform. In: Zeitschrift für Betriebswirtschaft. Ergänzungsheft 4/2004, S. 25–49.
- mit Birgit Will: Efficient Compensation for Employees' Inventions. In: European Journal of Law and Economics. 21, 1, 2006, S. 129–148.
- mit Stefan Voigt: The Violent and the Weak. When Dictators Care about Social Contracts. In: American Journal of Economics and Sociology. 65, 4, 2006, S. 863–889.
- mit Robert Cooter: Sharing and Anti-Sharing in Teams. In: Economics Letters. 96, 3, 2007, S. 351–356.
- mit Annette Kirstein: Collective Wage Agreements on Fixed Wages and Piece Rates may Cartelize Product Markets. In: Journal of Institutional and Theoretical Economics. 165, 2, 2009, S. 250–259.
- mit Annette Kirstein: Iterative Reasoning in an Experimental „Lemons“ Market. In: Homo Oeconomicus. 26, 2, 2009, S. 179–213.
- Volkswagen vs. Porsche. A Power-Index Analysis. In: International Journal of Corporate Governance IJCG 2(1), 2010, S. 1–20.
- mit Eva Schliephake: Strategic Effects of Regulatory Capital Requirements in Imperfect Banking Competition. In: Journal of Money, Credit, and Banking JMCB 45(4), 2013, S. 675–700.
- Doping, the Inspection Game, and Bayesian Enforcement. In: Journal of Sports Economics 15(4), 2014, S. 385–409.
- mit Michael Karas, M: Efficient Contracting Under the U.S. Copyright Termination Law. In: International Review of Law and Economics (IRLE) 54, 2018, S. 39–48.
- mit Michael Karas: More Rights, Less Income? An Economic Analysis Of The New Copyright System In Germany. In: Journal of Institutional and Theoretical Economics (JITE), 175(3), 2019, S. 420–458.
- Maklergebühren und Grunderwerbsteuer als Wertsteuer mit aufgeteilter Zahllast: Eine ökonomische Analyse des „Bestellerprinzips“. In: Zeitschrift für Betriebswirtschaftliche Forschung (zfbf) 71(3), 2019, S. 217–243.

## Gutachterliche Tätigkeiten
- American Economic Review, B.E. Journals in Theoretical Economics, European Economic Review, European Journal of Law and Economics, German Economic Review, Homo Oeconomicus, Industrielle Beziehungen, International Journal of Industrial Organization, International Review of Law and Economics, Journal of Cultural Economics, Journal of Economic Studies, Journal of Institutional and Theoretical Economics, Metroeconomica, Political Studies, Schmalenbach Business Review, Theory and Decision.
- Cusanuswerk, Deutscher Akademischer Austauschdienst (DAAD), Friedrich-Naumann-Stiftung, Studienstiftung des deutschen Volkes.
- University of California at Santa Barbara, Economics Department, Graduate Program.
- Routledge Economics Books.
- Verein für Socialpolitik, Jahrestagungen 2006, 2007.